# Ordre du Trépied sacré
L'ordre du Trépied sacré (寶鼎勳章), aussi appelé ordre du Précieux trépied ou Pao Ting, est une distinction militaire de la république de Chine. Créé le 15 mai 1929, il est remis pour « contributions importantes à la sécurité nationale ». Il est divisé en neuf classes. L'image centrale de la médaille est celle d'un trépied entouré de rayons dorés. Le symbolisme que cela représente est que le trépied est considéré comme un trésor national, de même que le récipiendaire de l'ordre.

## Classes
L'ordre est divisé en neuf classes, :
| Classe | Nom                    | Cordon                    | Ruban |
| ------ | ---------------------- | ------------------------- | ----- |
| 1er    | Ordre du Trépied sacré | avec grand cordon spécial |       |
| 2e     | Ordre du Trépied sacré | avec grand cordon         |       |
| 3e     | Ordre du Trépied sacré | avec grand cordon rouge   |       |
| 4e     | Ordre du Trépied sacré | avec cravate spéciale     |       |
| 5e     | Ordre du Trépied sacré | avec cravate              |       |
| 6e     | Ordre du Trépied sacré | avec rosette spéciale     |       |
| 7e     | Ordre du Trépied sacré | avec rosette              |       |
| 8e     | Ordre du Trépied sacré | avec ruban spécial        |       |
| 9e     | Ordre du Trépied sacré | avec ruban                |       |

## Récipiendaires notables
- Tchang Kaï-chek
- Gao Zhihang
- Alexander von Falkenhausen (grand cordon spécial, 1958)
- Charles D. Griffin (en)
- William G. Farrow
- Bruce Holloway (en)
- Huang Wei
- Ernest King
- Thomas C. Kinkaid
- Douglas MacArthur
- Bruce Holloway (en)
- Ng Yat Chung (en)
- Chester W. Nimitz
- George Olmsted (en)
- Qiu Qingquan
- Padma Shumsher Jang Bahadur Rana (en)
- Alexander Vandegrift
- Hoyt S. Vandenberg
- Yan Xishan
- Zhang Lingfu